# Rhinolophus yunanensis
Rhinolophus yunanensis — вид рукокрилих родини Підковикові (Rhinolophidae).

## Поширення
Країни проживання: Китай, Індія, М'янма, Таїланд. В Індії був записаний на висотах до 1231 з м над рівнем моря. У Південній Азії, мало що відомо про середовище проживання і екологію цього виду за винятком того, що часто зустрічається в густих гірських лісах серед бамбукових згустків. У Південно-Східній Азії всі відомі записи з вапнякових печер. У Китаї цей вид був зібраний з бамбукових заростей, а також з солом'яних дахів.

## Морфологія
Вага 20—22 гр. Передпліччя довжиною 51.5—64 мм, голова і тіло 60—68 мм, хвіст 18—26 мм, вуха 23.5—32 мм. Має велике довге пухнасте хутро. Хутро або світле піщано-коричневе або темно-сірувате, лише трохи блідіше знизу. 

## Загрози та охорона
У Південній Азії цей вид знаходиться під загрозою через втрати середовищ проживання, в основному за рахунок комерційних рубок та перетворення земель в сільськогосподарський оборот і людські поселення. У Південно-Східній Азії, здається, немає серйозних загроз, але може локально загрожувати вирубка лісів в деяких районах. Цей вид не був записаний на природоохоронних територіях.